# Tretja slovenska nogometna liga
La Tretja slovenska nogometna liga (in lingua italiana: Terzo campionato calcistico sloveno), abbreviata in 3. SNL, è la terza serie del campionato sloveno di calcio. È stata istituita nel 1992, dopo  la proclamazione di indipendenza dello Stato sloveno con la ristrutturazione dei campionati; è gestita dalla Federcalcio slovena (Nogometna zveza Slovenije).
È divisa in due gironi: Ovest (Zahod) ed Est (Vzhod).

## Storia
La terza divisione slovena nasce nel 1992, un anno dopo la 1. SNL e la 2. SNL, infatti, nella stagione 1991–92, la terza serie è costituita dalle MNZ lige (i campionati delle associazioni calcistiche intercomunali).
Fra il 1992–93 ed il 1997–98, la 3. SNL viene divisa in due gironi (Ovest ed Est), con le vincitrici promosse direttamente in 2. SNL (eccetto nella stagione 1994–95, quando vi è una riorganizzazione dell'organico delle prime due divisioni).
Nella stagione 1998–99, il campionato viene aumentato da 2 a 4 gironi (il girone occidentale viene diviso in Ovest e Centro, mentre quello orientale in Nord ed Est). Fino alla stagione 2002–03, le 4 vincitrici vengono tutte promosse in seconda divisione, mentre nel 2003–04 vengono introdotti gli spareggi fra le vincitrici, così da limitare il numero delle promozioni a due.
Nella stagione 2004–05 vi è il ritorno al format a due gironi, con la promozione di entrambe le vincitrici.
Nella stagione 2014–15 si torna ai quattro gironi (10 squadre in quello Ovest, 14 negli altri tre). Nel 2014–15 e 2015–16 vi sono gli spareggi per determinare le due promozioni, mentre nella stagione 2016–17, grazie all'ampliamento dell'organico della seconda divisione, le promozioni sono otto: due per ogni girone. Nel 2017–18, ritornano gli spareggi fra le vincitrici.
Dal 2014 al 2017 vi è la possibilità di iscirere le "seconde squadre" dei club principali: queste non possono essere promosse nella 2. SNL, dato che le regole della Federcalcio prevedono che, fra la squadra principale e la propria seconda, ci siano essere almeno due divisioni di differenza (cosa che costa la retrocessione al Radomlje B, dato che la squadra principale è stata retrocessa dalla massima divisione).

Il 29 giugno 2016, la Federcalcio decreta che, diversamente dalle stagioni precedenti, ora le "seconde squadre" possano essere promosse nella seconda divisione. Il Maribor B non può approfittarne poiché, nonostante la vittoria del girone, la società, a causa degli alti costi, rinuncia alla promozione e cessa l'attività della seconda squadra.
Nel 2018–19, i gironi Centro, Nord ed Est vengono ridotti a 10 squadre (mentre quello Ovest era passato ad 8 già da un anno); questo in vista, nella stagione seguente, al ritorno al format a due gironi.
Nella stagione 2019–20, tutte le competizioni calcistiche in Slovenia vengono sospese il 12 marzo 2020 (l'ultima partita giocata in 3. SNL è stata disputata in autunno, il 17 novembre 2019) a causa della pandemia del coronavirus ed il 17 aprile la terza divisione è stata dichiarata conclusa.
Nella stagione 2020–21, sempre a causa della pandemia del coronavirus, il 23 ottobre 2020, la Federcalcio slovena sospende tutte le competizioni calcistiche nazionali eccetto la 1. SNL e la 1. SŽNL.

Nella primavera 2021 la situazione sanitaria migliora, quindi la Federcalcio dispone la ripresa dei campionati con un cambio di formula:

le squadre concludono il girone d'andata e poi ciascuno dei due gruppi viene diviso a metà, con le migliori nel "campionato per il titolo" (in lingua slovena Liga za prvaka), mentre le rimanenti nel "campionato per la sopravvivenza" (Liga za obstanek), ove disputano un ulteriore turno di sola andata.
La stagione 2021–22 vede il ritorno alla normalità: ovvero due gironi Ovest ed Est, con 14 squadre ciascuno.

## Struttura
Quando vi è il format a due gironi, vengono promosse in seconda divisione le vincitrici dei due gruppi. Quando vi è il format a quattro gironi, vengono disputati spareggi fra le vincitrici per determinare le due promozioni.
Le retrocessioni, solitamente due per girone, sono determinate dal bilancio fra "partenze" (squadre promosse in 2. SNL) ed "arrivi" (squadre retrocesse dalla seconda divisione e promosse dalla terza) che ricadono nella giurisdizione.
|                   | A 2 GIRONI | |                                                         |                                                         |
| Promozione in:    | 2. SNL | 2. SNL | 2. SNL                                                  | 2. SNL                                                  |
| Gironi:           | OVEST (14 squadre)                                                                                                  | OVEST (14 squadre)                                                                                                  | EST (14 squadre)                                        | EST (14 squadre)                                        |
| Giurisdizione:    | Alta Carniola Goriziano Slovenia Centrale Sava Centrale Litorale-Carso Carniola Interna-Carso Slovenia Sudorientale | Alta Carniola Goriziano Slovenia Centrale Sava Centrale Litorale-Carso Carniola Interna-Carso Slovenia Sudorientale | Carinzia Oltredrava Savinia Oltresava inferiore Murania | Carinzia Oltredrava Savinia Oltresava inferiore Murania |
| Retrocessione in: | Gorenjska liga Primorska liga Regionalna Ljubljanska liga                                                           | Gorenjska liga Primorska liga Regionalna Ljubljanska liga                                                           | MNZ Celje MNZ Maribor Super liga MNZ Ptuj Pomurska liga | MNZ Celje MNZ Maribor Super liga MNZ Ptuj Pomurska liga |
|                   | A 4 GIRONI | |                                                         |                                                         |
| Promozione in:    | 2. SNL | 2. SNL | 2. SNL                                                  | 2. SNL                                                  |
| Gironi:           | OVEST (10 squadre)                                                                                                  | CENTRO (14 squadre)                                                                                                 | NORD (14 squadre)                                       | EST (14 squadre)                                        |
| Giurisdizione:    | Goriziano Litorale-Carso Carniola Interna-Carso                                                                     | Alta Carniola Slovenia Centrale Sava Centrale Slovenia Sudorientale                                                 | Carinzia Oltredrava Savinia Oltresava inferiore         | Murania                                                 |
| Retrocessione in: | Primorska liga | MNZ Gorenjiska Kranj MNZ Ljubljana                                                                                  | MNZ Celje MNZ Maribor MNZ Ptuj                          | MNZ Murska Sobota MNZ Lendava                           |

## Squadre 2023-2024

### Girone Ovest
- Adria
- Brda
- Dob
- Dren Vrhnika
- Izola
- Jesenice
- Kočevje
- Lesce
- Slovan Lubiana
- Svoboda
- Šenčur
- Škofja Loka
- Vipava
- Žiri

### Girone Est
- Brežice
- Dobrovce
- Dravograd
- Drava Ptuj
- Hajdina
- Korotan Prevalje
- Krško
- Ljutomer
- Podvinci
- Rače
- Šampion Celje
- Šmartno
- Videm
- Zavrč

## Albo d'oro
- In giallo le squadre che hanno ottenuto la promozione in 2. SNL vincendo il proprio girone. In verde quelle promosse in altro modo.

| Stagione | Girone Ovest                                                       | Girone Ovest                                                       | Girone Est                                                         | Girone Est                                                         | Altre promozioni                              | Spareggi                   | Spareggi           | Spareggi | Spareggi | Note   |
| Stagione | Girone Ovest                                                       | Girone Centro                                                      | Girone Nord                                                        | Girone Est                                                         | Altre promozioni                              |                            |                    | And.     | Rit.     | Note   |
| -------- | ------------------------------------------------------------------ | ------------------------------------------------------------------ | ------------------------------------------------------------------ | ------------------------------------------------------------------ | --------------------------------------------- | -------------------------- | ------------------ | -------- | -------- | ------ |
| 1992-93  | Piran                                                              | Piran                                                              | Veržej                                                             | Veržej                                                             | nessuna                                       |                            |                    |          |          |        |
| 1993-94  | Mengeš                                                             | Mengeš                                                             | Drava Ptuj                                                         | Drava Ptuj                                                         | Radeče                                        |                            |                    |          |          |        |
| 1994-95  | Črnuče                                                             | Črnuče                                                             | Šentjur                                                            | Šentjur                                                            | nessuna                                       | Črnuče Šentjur             | Domžale Železničar | 2–1 4–2  | 0–1 1–1  | [ 9 ]  |
| 1995-96  | Renče                                                              | Renče                                                              | Dravograd                                                          | Dravograd                                                          | Jadran Hrpelje-Kozina                         | Jadran                     | Pohorje            | 2–1      | 3–2      | [ 10 ] |
| 1996-97  | Elan                                                               | Elan                                                               | Aluminij                                                           | Aluminij                                                           | nessuna                                       |                            |                    |          |          |        |
| 1997-98  | Tabor Sežana                                                       | Tabor Sežana                                                       | Pohorje                                                            | Pohorje                                                            | nessuna                                       |                            |                    |          |          |        |
| 1998-99  | Korte                                                              | Livar                                                              | Rogoza                                                             | Črenšovci                                                          | nessuna                                       |                            |                    |          |          |        |
| 1999-00  | Brda                                                               | Komenda                                                            | Dravinja                                                           | Renkovci                                                           | nessuna                                       |                            |                    |          |          |        |
| 2000-01  | Renče                                                              | Bela Krajina                                                       | Drava Ptuj                                                         | Bakovci                                                            | nessuna                                       |                            |                    |          |          |        |
| 2001-02  | Izola                                                              | Grosuplje                                                          | Krško                                                              | Križevci                                                           | nessuna                                       |                            |                    |          |          |        |
| 2002-03  | Korte                                                              | Svoboda                                                            | Pohorje                                                            | Čarda                                                              | Tabor Sežana                                  |                            |                    |          |          |        |
| 2003-04  | Korte                                                              | Factor                                                             | Šoštanj                                                            | Nafta                                                              | nessuna                                       | Korte Šoštanj              | Factor Nafta       | 4–0 2–0  | 0–4 0–0  | [ 14 ] |
| 2004-05  | Šenčur                                                             | Šenčur                                                             | Zavrč                                                              | Zavrč                                                              | nessuna                                       |                            |                    |          |          |        |
| 2005-06  | Bonifika                                                           | Bonifika                                                           | Mura 05                                                            | Mura 05                                                            | nessuna                                       |                            |                    |          |          |        |
| 2006-07  | Krka                                                               | Krka                                                               | Zavrč                                                              | Zavrč                                                              | nessuna                                       |                            |                    |          |          |        |
| 2007-08  | Olimpia Lubiana                                                    | Olimpia Lubiana                                                    | Šentjur                                                            | Šentjur                                                            | nessuna                                       |                            |                    |          |          |        |
| 2008-09  | Šenčur                                                             | Šenčur                                                             | Dravinja                                                           | Dravinja                                                           | nessuna                                       |                            |                    |          |          |        |
| 2009-10  | Adria                                                              | Adria                                                              | Šmartno                                                            | Šmartno                                                            | Dob                                           |                            |                    |          |          |        |
| 2010-11  | Radomlje                                                           | Radomlje                                                           | Odranci                                                            | Odranci                                                            | Šampion Celje                                 |                            |                    |          |          |        |
| 2011-12  | Krka                                                               | Krka                                                               | Zavrč                                                              | Zavrč                                                              | nessuna                                       |                            |                    |          |          |        |
| 2012-13  | Ankaran Hrvatini                                                   | Ankaran Hrvatini                                                   | Veržej                                                             | Veržej                                                             | nessuna                                       |                            |                    |          |          |        |
| 2013-14  | Tolmin                                                             | Tolmin                                                             | Dravinja                                                           | Dravinja                                                           | nessuna                                       |                            |                    |          |          |        |
| 2014-15  | Ajdovščina Škou                                                    | Kranj                                                              | Maribor B                                                          | Odranci                                                            | Drava Ptuj                                    | Ajdovščina Škou Drava Ptuj | Kranj Odranci      | 1–1 2–0  | 1–3 1–2  |        |
| 2015-16  | Brda                                                               | Ilirija                                                            | Brežice                                                            | Beltinci                                                           | nessuna                                       | Brda Ilirija               | Beltinci Brežice   | 0–0 0–4  | 2–1 2–0  |        |
| 2016-17  | Tabor Sežana                                                       | Bravo                                                              | Maribor B                                                          | Nafta 1903                                                         | Jadran Dekani Ilirija Rogaška Fužinar NŠ Mura |                            |                    |          |          | [ 20 ] |
| 2017-18  | Bilje                                                              | Bled                                                               | Dravograd                                                          | Beltinci                                                           | nessuna                                       | Bilje Beltinci             | Dravograd Bled     | 2–1 1–1  | 1–1 1–0  |        |
| 2018-19  | Koper                                                              | Bled                                                               | Dravograd                                                          | Grad                                                               | nessuna                                       | Koper Dravograd            | Grad Bled          | 4–0 2–1  | 4–0 0–0  |        |
| 2019-20  | Torneo (a 2 gironi) sospeso a causa della pandemia del coronavirus | Torneo (a 2 gironi) sospeso a causa della pandemia del coronavirus | Torneo (a 2 gironi) sospeso a causa della pandemia del coronavirus | Torneo (a 2 gironi) sospeso a causa della pandemia del coronavirus | Primorje Šmartno                              |                            |                    |          |          | [ 21 ] |
| 2020-21  | Ilirija                                                            | Ilirija                                                            | Rogaška                                                            | Rogaška                                                            | nessuna                                       |                            |                    |          |          | [ 22 ] |
| 2021-22  | Brinje Grosuplje                                                   | Brinje Grosuplje                                                   | Bistrica                                                           | Bistrica                                                           | nessuna                                       |                            |                    |          |          |        |
| 2022-23  | Tolmin                                                             | Tolmin                                                             | Dravinja                                                           | Dravinja                                                           | nessuna                                       |                            |                    |          |          |        |